# Scrimă la Jocurile Olimpice de vară din 1932
Probele de scrimă la Jocurile Olimpice de vară din 1932 s-au desfășurat în perioada 31 iulie–13 august la Arsenalul de Stat Regimentului de infanterie nr. 160 Gardei Naționale din California. 108 de trăgători din 16 țări au participat. 

## Clasament pe medalii
| Loc | Țară                             | Aur | Argint | Bronz | Total |
| --- | -------------------------------- | --- | ------ | ----- | ----- |
| 1   | Italia (ITA)                     | 2   | 4      | 2     | 8     |
| 2   | Franța (FRA)                     | 2   | 1      | 0     | 3     |
| 3   | Ungaria (HUN)                    | 2   | 0      | 2     | 4     |
| 4   | Statele Unite ale Americii (USA) | 0   | 1      | 2     | 3     |
| 4   | Austria (AUT)                    | 1   | 0      | 0     | 1     |
| 6   | Marea Britanie (GBR)             | 0   | 1      | 0     | 1     |
| 7   | Polonia (POL)                    | 0   | 0      | 1     | 1     |

## Evenimente

### Masculin
| Probă             | Aur | Argint | Bronz |
| Spadă             | Giancarlo Cornaggia Medici · Italia (ITA)                                                                               | Georges Buchard · Franța (FRA)                                                                                         | Carlo Agostoni · Italia (ITA) |
| Spadă pe echipe   | Franța (FRA) · Fernand Jourdant · Bernard Schmetz · Georges Tainturier · Georges Buchard · Jean Piot · Philippe Cattiau | Italia (ITA) · Saverio Ragno · Giancarlo Cornaggia-Medici · Franco Riccardi · Carlo Agostoni · Renzo Minoli            | Statele Unite ale Americii (USA) · George Charles Calnan · Gustave Marinius Heiss · Frank Stahl Jr. Righeimer · Tracy Jaeckel · Curtis Charles Shears · Miguel Angel De Capriles |
| Floretă           | Gustavo Marzi · Italia (ITA)                                                                                            | Joseph L. Levis · Statele Unite ale Americii (USA)                                                                     | Giulio Gaudini · Italia (ITA) |
| Floretă pe echipe | Franța (FRA) · Edward Gardère · René Bondoux · René Bougnol · René Lemoine · Philippe Cattiau · Jean Piot               | Italia (ITA) · Giulio Gaudini · Gustavo Marzi · Ugo Pignotti · Gioachino Guaragna · Rodolfo Terlizzi · Giorgio Pessina | Statele Unite ale Americii (USA) · George Charles Calnan · Richard Clarke Steere · Joseph L. Levis · Dernell Every · Hugh Vincent Alessandroni · Frank Stahl Jr. Righeimer       |
| Sabie             | György Piller · Ungaria (HUN)                                                                                           | Giulio Gaudini · Italia (ITA)                                                                                          | Endre Kabos · Ungaria (HUN) |
| Sabie pe echipe   | Ungaria (HUN) · Endre Kabos · Attila Petschauer · Ernő Nagy · Gyula Glykais · György Piller · Aladár Gerevich ·         | Italia (ITA) · Gustavo Marzi · Giulio Gaudini · Renato Anselmi · Emilio Salafia · Arturo De Vecchi · Ugo Pignotti      | Polonia (POL) · Tadeusz Friedrich · Marian Suski · Władysław Dobrowolski · Władysław Segda · Leszek Lubicz · Adam Papée                                                          |

### Feminin
| Probă   | Aur                         | Argint                               | Bronz                      |
| Floretă | Ellen Preis · Austria (AUT) | Judy Guinness · Marea Britanie (GBR) | Erna Bogen · Ungaria (HUN) |

## Țări participante
108 de trăgători din 16 țări au participat:
- Argentina (5)
- Austria (1)
- Belgia (7)
- Canada (6)
- Danemarca (7)
- Elveția (1)
- Franța (11)
- Germania (2)
- Italia (14)
- Marea Britanie (3)
- Mexic (10)
- Olanda (2)
- Polonia (6)
- Statele Unite ale Americii (21)
- Suedia (3)
- Ungaria (10)

## Legături externe
- Statistice Arhivat în 4 iunie 2009, la Wayback Machine. pe Sports Reference